# Aimee Carrero

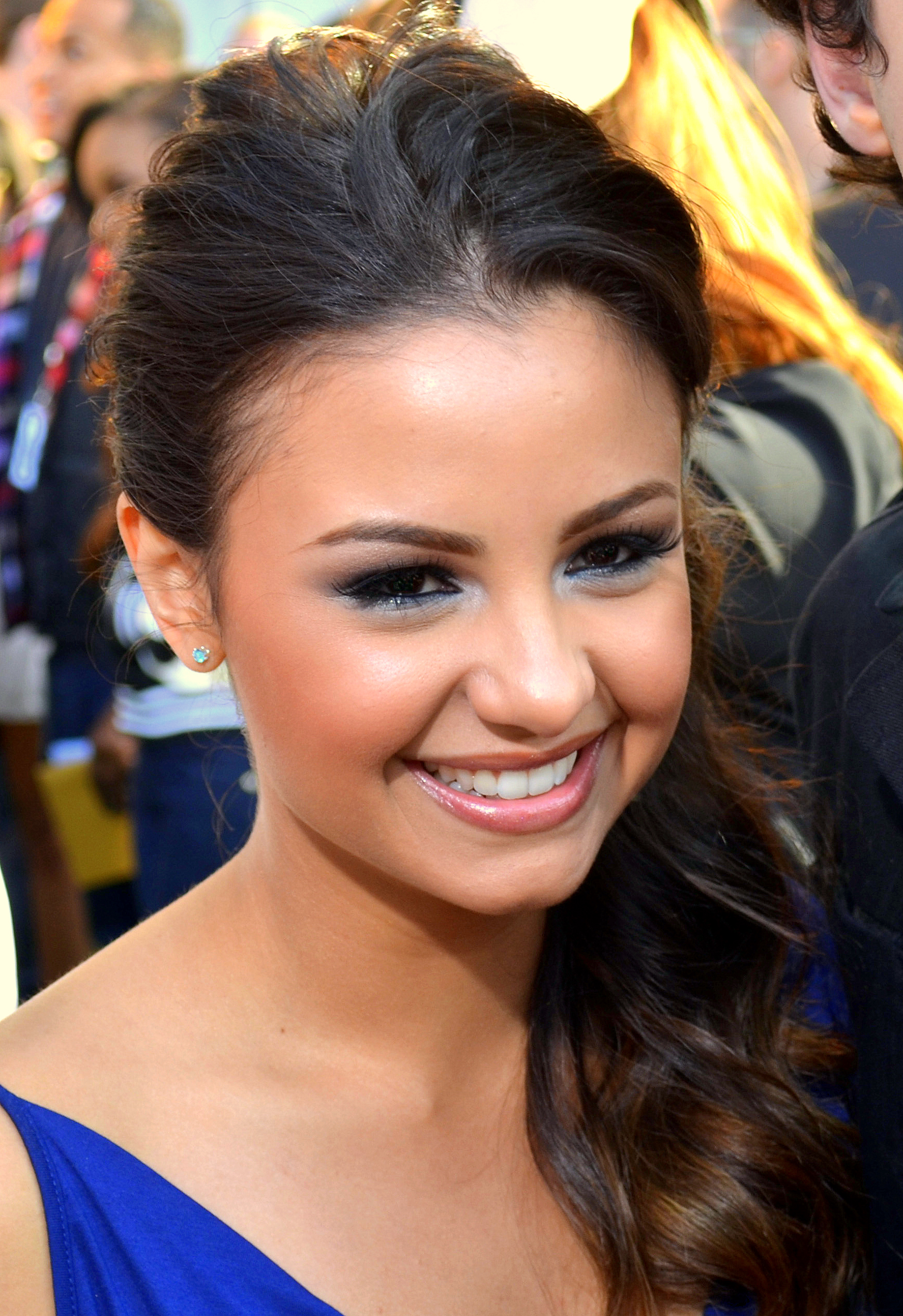
Aimee Carrero (2012)

Aimee Carrero (* 15. Juli 1988 in Santo Domingo) ist eine dominikanisch-US-amerikanische Schauspielerin und Synchronsprecherin.

## Leben
Aimee Carrero wurde im Juli 1988 in der dominikanischen Hauptstadt Santo Domingo geboren und wuchs ab dem sechsten Lebensjahr in Miami (Florida) auf. Dort besuchte sie bis zu ihrem Abschluss 2006 die Archbishop Coleman F. Carroll High School. 2008 schloss sie die Florida International University mit Magna cum laude in internationalen Beziehungen ab.
Ihre ersten Rollen spielte Carrero 2007 in den Kurzfilmen The Essential Man und Category 4, bevor sie 2009 in einer kleinen Nebenrolle in Alvin und die Chipmunks 2 zu sehen war. Im selben Jahr trat sie als Sylvia Torres in vier Episoden der Jugendserie Lincoln Heights auf. Anschließend spielte sie bis 2011 überwiegend Gastrollen in verschiedenen Fernsehserien, darunter Hannah Montana, The Mentalist (beide 2009), The Middle, Greek (beide 2010) und Zeke und Luther (2011). Am 23. November 2011 wurde auf Cartoon Network der Fernsehfilm Level Up mit Carrero in der Rolle der Angie ausgestrahlt, aus dem ein Jahr später die gleichnamige Actionserie entstand. In dieser Serie führte sie ihre Rolle aus dem Film fort und war schließlich bis zum Serienende im Februar 2013 in allen 39 Episoden zu sehen. Bereits 2012 spielte sie im Lifetime-Fernsehfilm Blue Lagoon: Rettungslos verliebt mit, einer Verfilmung von Henry De Vere Stacpooles Roman The Blue Lagoon von 1908. Im Dezember 2012 hatte sie außerdem ihr Off-Broadway-Debüt im Stück What Rhymes with America der Atlantic Theater Company.
Im Januar 2014 porträtierte Carrero im Horrorfilm Devil’s Due – Teufelsbrut über das Ehepaar Zach (Zach Gilford) und Samantha McCall (Allison Miller), das während ihrer Flitterwochen in der Dominikanischen Republik Teil eines merkwürdigen Rituals wird, die beste Freundin von Samantha. In der zweiten Staffel der FX-Dramaserie The Americans übernahm sie in vier Episoden die Nebenrolle der Chena, einer sandinistischen Freiheitskämpferin. Außerdem wurde sie für die Comedyserie Young & Hungry des Senders ABC Family gecastet, in der sie seit Juni 2014 als Sofia Rodriguez, der Freundin von Emily Osments Figur, zu sehen ist.

## Filmografie (Auswahl)
- 2007: The Essential Man (Kurzfilm)
- 2007: Category 4 (Kurzfilm)
- 2009: Hannah Montana (Fernsehserie, Episode 3x22)
- 2009: The Mentalist (Fernsehserie, Episode 1x22)
- 2009: Lincoln Heights (Fernsehserie, 4 Episoden)
- 2009: Alvin und die Chipmunks 2 (Alvin and the Chipmunks: The Squeakquel)
- 2010: The Middle (Fernsehserie, Episode 1x12)
- 2010: Greek (Fernsehserie, Episode 3x16)
- 2010: Never Winter (Kurzfilm)
- 2011: Zeke und Luther (Zeke and Luther, Fernsehserie, Episode 3x11)
- 2011: Level Up (Fernsehfilm)
- 2012: Blue Lagoon: Rettungslos verliebt (Blue Lagoon: The Awakening, Fernsehfilm)
- 2012–2013: Level Up (Fernsehserie, 39 Episoden)
- 2014: Devil’s Due – Teufelsbrut (Devil’s Due)
- 2014: Baby Daddy (Fernsehserie, Episode 3x06)
- 2014: The Americans (Fernsehserie, 4 Episoden)
- 2014–2018: Young & Hungry (Fernsehserie, 71 Episoden)
- 2015: The Last Witch Hunter
- 2016: MacGyver (Fernsehserie, Episode 1x08)
- 2016–2020: Elena von Avalor (Elena of Avalor, Fernsehserie, Stimme)
- 2017: American Horror Story (Fernsehserie, Episode 7x01)
- 2017: Yoshua (Kurzfilm)
- 2018: The Portuguese Kid
- 2018: Dylan (Kurzfilm)
- 2018–2020: She-Ra und die Rebellen-Prinzessinnen (She-Ra and the Princesses of Power, Fernsehserie, 52 Episoden, Stimme)
- 2019: The Village (Fernsehserie, 5 Episoden)
- 2020: Wander Darkly
- 2020: Holidate
- 2021: Maid (Fernsehserie, 2 Episoden)
- 2021–2022: Exandria Unlimited (Fernsehserie, 10 Episoden)
- 2022: Mack & Rita
- 2022: The Menu
- 2022: Spirited
- 2023: The Consultant (Fernsehserie, 8 Episoden)
- 2024: First Class (Upgraded)